# Halit
Halit je mineral, prirodni oblik soli, a po svom sastavu predstavlja natrijev klorid, NaCl (kuhinjsku sol). Ime mu dolazi od grčke riječi hals što znači sol. Može se naći u čvrstom ili u rastvorenom stanju u oceanima, morima i slanim jezerima. Naslage halita mogu se naći u vidu podzemnih depozita, koji mogu dostići značajnu dubinu. Halit se može nataložiti i pored solnih izvora, koji izbijaju iz zemljine unutrašnjosti na površinu.

## Morfologija i unutrašnja građa
Halit kristalizira u kubičnom sustavu. Kristali najčešće imaju heksaedarski, rjeđe oktaedarski habitus. Pokatkad tvori sraslace. Česte su kristalne druze s pojedincima heksaedarskog habitusa kao i zrnasti agregati. Rešetka halita je ionska.

## Kemijska i fizikalna svojstva
Halit često sadrži primjese različitih sulfata i klorida. Od primjesa hematita, organskih tvari, gline itd. te tekućih i plinskih inkluzija (helij), različito je obojen. Može biti modrikast od elementarnog natrija u rešetki. Izrazito je higroskopan. Iz zraka prima vodu zasićenu vodenom parom pri temperaturi 10 - 25°C, a gubi je u suhu zraku. Otapa se u vodi.
Tvrdoća mu je 2. Halit se odlično kala plohom heksaedra. Ima školjkast lom, ali je i savitljiv. Proziran je ili djelomično proziran i tipičan je alokromatični mineral. Uglavnom je bezbojan, a od primjesa može biti žut, crven, siv ili modrikast. Ima bijel ogreb i staklenkast sjaj.
Ima svojstvo radioluminiscencije. Odličan je vodič topline, ali slab vodič struje.
Tipičnog je slanog okusa. 

## Nastanak
Halit je tipičan hidatogeni mineral sedimentnog postanka. Nastaje evaporacijom vode ili snižavanjem temperature mora i slanih jezera. Pokatkad se nalazi uz ostale kloride oko vulkanskih kratera, gdje je nastao pneumatolitno, sublimacijom.
Velike količine halita nastaju ili se dobivaju evaporacijom iz prirodnih ili umjetnih bazena s morskom vodom, primjerice u nas na otoku Pagu.

## Nalazišta
Halit je vrlo često zastupljen. U Hrvatskoj nema nalazišta halita, osim u Slanom potoku kod Gornje Stubice (Medvednica), količinski udio NaCl 1,56%.
Velika sjeverna ležišta halita su u Austriji (Hallein), Njemačkoj (Hannover), Poljskoj (Wieliczka), Španjolskoj (Cardona)... Izuzetno lijepi kristali nađeni su u Italiji (Sicilija), halita ima i u BiH (Tuzla). 

## Primjena
Halit ili kuhinjska sol nezamjenjiv je dodatak prehrani. Upotrebljava se za konzerviranje hrane, pripremu fiziološke otopine, proizvodnju sapuna, štavljenje i obradu kože, u rafinerijama za proizvodnju plemenitih kovina (zlata i srebra), za proizvodnju umjetnih gnojiva, kemikalija (HCl, razne soli natrija) te zimi za posipanje cesta.
10 najvećih proizvođača soli u svijetu su: Kina, SAD, Indija, Njemačka, Kanada, Australija, Meksiko, Čile, Nizozemska i Brazil.